# Li Zhen (générale)
Pour les articles homonymes, voir Li Zhen.
Li Zhen (chinois : 李贞), née en février 1908 à Liuyang et morte le 11 mars 1990 à Pékin, est une générale de l'Armée populaire de libération. Elle est la première femme dans le monde à atteindre ce rang.

## Jeunesse
Elle est la sixième fille d'une famille paysanne de la campagne de Liuyang. Jusqu'à l'âge de 18 ans, Li est appelée Danmeizi (chinois : 旦妹子). À l'âge de six ans, elle est envoyée vivre avec la famille de son futur mari, Gu Tianshun, dont le père est médecin. Elle l'épouse officiellement à 16 ans,.

## Révolution
En 1926, elle s'inscrit à l'organisation des femmes du district de Yonghe (en) sous le nom de Li Zhen.
Début 1927, lorsque Mao Zedong dirige le soulèvement de la récolte d'automne du côté de Liuyang, Li rejoignit le parti communiste chinois et l'armée populaire de libération, agissant comme éclaireuse pour les communistes locaux, tout en dirigeant un groupe pour collecter des céréales et recruter des soldats. Elle est établie à Yonghe, mais reste légalement mariée à Gu. 
Plus tard cette année-là, se produit un affrontement meurtrier entre les communistes et le Kuomintang, et elle est temporairement inscrite sur une liste de personnes recherchées. En conséquence, la famille de Gu rompi ses liens avec elle, envoyant à sa mère une notification de divorce. À la fin de l’année, elle rejoint Wang Shoudao (en) et Zhang Qilong (en) pour organiser la guérilla de Liudong.
En 1928, alors membre du comité de district et secrétaire adjoint de la branche du parti des guérilleros de Pingliu, elle devient chef du comité des soldats (士兵委员会) de l'unité de guérilla de Liudong, plus tard connu sous le nom de comité du parti du comté de Liuyang (浏阳县委). On lui attribue d'avoir rallié de nombreux combattants à sa cause,.
Au début de 1929, elle se retrouve encerclée avec son unité par les forces du Kuomintang. Le combat dure jusqu'à la tombée de la nuit et, à court de balles, les cinq derniers survivants de la troupe battent en retraite jusqu'à se retrouver encerclés face à une falaise. Elle donne alors l'ordre de ne pas être pris vivant, et saute immédiatement de la falaise. Elle atterri sur un arbre qui l'assomme, et après avoir repris conscience, elle et un autre survivant enterrent leurs camarades.
En juillet 1931, elle rejoint le Soviet Hunan-Jiangxi (en) pour devenir directrice du Comité provincial des femmes (省妇委主任) et commissaire politique de l'École de médecine militaire (军区医务学校政委).

## République populaire de Chine
Le 27 septembre 1955, elle est nommée générale de division de l'armée populaire de libération. La cérémonie a lieu à Zhongnanhai. Mao Zedong la décore de l'Ordre de la Libération 1re classe (en) et Zhou Enlai lui accorde son grade. Li est la première et la seule femme en son temps à être élevée à un tel rang. Cela est considéré comme une étape majeure pour l'égalité des sexes en Chine.